# Marun
Marun je velika oplemenjena sorta pitomog kestena nastala cijepljenjem plemkama maruna tj. kestena dubenca. Ima ga mnogo po obroncima Učke, najviše u okolici Lovrana, Opatije i Mošćeničke Drage, pa se u ovim krajevima još naziva i "lovranski marun". Marun je izgledom veći, svjetlije ljuske, koja se lako odvaja, i slađi od običnog kestena.
Svake se godine u listopadu u Lovranu održava poznata Marunada, u čast marunu.

## Opis
Plod pitomog kestena spada u obilježja Parka prirode Učka, te se nalazi i na njegovu logotipu.
Oko značenja pojma "marun" postoje razmimoilaženja u tumačenju, a zanimljivo je spomenuti da se u Italiji pod tim imenom podrazumijeva posebna sorta s plodovima odlične kvalitete čija stabla su vrlo zahtjevna i manjne produktivna u odnosu na "obične" kestene.
Lovranski maruni odgovaraju izgledom i kvalitetom talijanskom tipu maruna, a genetski su istovjetni varietetu Marradi. 
Maruni su se izvozili još u 17. stoljeću, pa su uz masline, vino i trešnje predstavljali kulturu od koje je stanovništvo ovog kraja desetljećima živjelo. Izvoz maruna doživio je svoj vrhunac u 19. stoljeću, kada su se najviše tražili u Italiji, Austriji i Njemačkoj, nakon čega slijedi stagnacija, a potom i potpuno zapuštanje voćnjaka cijepljenih pitomih kestena, pa ih je, nažalost, sve manje.
Zbog svoje prisutnosti i neosporne kvalitete, maruni su snažno obilježili gastronomiju područja u kojem uspijevaju, pa se od njih od davnina pripremaju različita jela, juhe, umaci, nadjevi i prilozi te kolači i slastice. Nadjevom od maruna se pune patke, teleći odresci i lignje, a umaci i prilozi od maruna najčešće se serviraju uz divljač. Od maruna pomiješanih s brašnom mijese se kroketi, ravioli i ostale vrste tjestenina, koje se potom serviraju s umacima od istog pitomog kestena, najčešće pomiješanog s gljivama.
Od maruna se rade i različite vrste kolača i slastica. Uz tradicionalnu marunjaču, različite pite, kolače, rolade i torte, od maruna se pripremaju i pudinzi, pjenaste kreme, palačinke, fritule i uštipci, ali i sladoledi. Kolači i slastice se tradicionalno, umjesto šećerom, zaslađuju medom.
U prošlosti su ljudi marune pekli, a zatim mljeli i kuhali kao nadomjestak za kavu, a od kestenovog meda pripremali su medenu rakiju i medicu.
U unutrašnjosti Hrvatske se marunom naziva svaki izrazito krupni kesten (20g+). U Karlovcu primjerice postoji takav marun koji je izgledom, vremenom dozrijevanja i veličinom ploda, nalik hibridima nastalima u Francuskoj križanjem maruna i sjemenjaka japanskog porijekla. Činjenica da stabla karlovačkih maruna postoje negdje od početka 20.stoljeća, te su starija od francuskih hibrida nastalih u 60tim godinama, do sada nije objašnjena.